# Dufferin—Peel—Wellington—Grey (circonscription provinciale)
Circonscription électorale provinciale du Canada
Dufferin—Peel—Wellington—Grey est une ancienne circonscription provinciale de l'Ontario représentée à l'Assemblée législative de l'Ontario de 1999 à 2007.
La circonscription apparue en 1999 lorsque le gouvernement de Mike Harris adopte un projet de loi visant à réduire le nombre de circonscriptions provinciale.

## Géographie
La circonscription comprenait le Comté de Dufferin, ainsi que les municipalités de Caledon, Erin, Arthur, Southgate (en) et Mount Forest (en).

## Historique
Le premier député de la circonscription, David Tilson, démissionne de son siège en avril 2002, pour permettre à Ernie Eves, nouveau chef du parti progressiste-conservateur, de faire son entrée à l'Assemblée législative. Le gouvernement est défait en 2003, mais Eves conserve son poste de député. Ce dernier démissionne en janvier 2005, pour permettre à John Tory, élu chef progressiste-conservateur l'année précédente, d'obtenir un siège à l'Assemblée.
| Législature | Années    | Député     | Député       | Parti                     |
| --- | --------- | ---------- | ------------ | ------------------------- |
| Dufferin—Peel—Wellington—Grey Circonscription issue de Wellington (en), Dufferin—Peel et Grey                       |           |            |              |                           |
| 37e | 1999–2002 |            | David Tilson | Progressiste-conservateur |
| 37e | 2002–2003 | Ernie Eves |              | Progressiste-conservateur |
| 38e | 2003–2005 | Ernie Eves |              | Progressiste-conservateur |
| 38e | 2005–2007 | John Tory  |              | Progressiste-conservateur |
| Circonscription dissoute parmi Dufferin—Caledon, Bruce—Grey—Owen Sound, Perth—Wellington en Wellington—Halton Hills |           |            |              |                           |

## Circonscription fédérale
Depuis les élections provinciales ontariennes du 4 octobre 2007, l'ensemble des circonscriptions provinciales et des circonscriptions fédérales sont identiques.